# Cupa României 1970-1971
La Cupa României 1970-1971 è stata la 33ª edizione della coppa nazionale disputata tra il 7 marzo e il 4 luglio 1971 e conclusa con la vittoria della Steaua Bucarest, al suo undicesimo titolo.
Per il terzo anno consecutivo la finale fu Steaua-Dinamo.
In caso di parità dopo i tempi supplementari si qualificò la squadra appartenente alla serie inferiore e, in seconda battuta, la squadra con l'età media più bassa.

## Sedicesimi di finale
Gli incontri si sono disputati tra il 7 e il 10 marzo 1971.
| Squadra 1             | Risultato | Squadra 2             |
| --------------------- | --------- | --------------------- |
| CFR Arad              | 0 - 3     | FC Argeș Pitești      |
| Metalul București     | 2 - 0     | Universitatea Craiova |
| IRA Câmpina           | 1 - 3     | Rapid Bucarest        |
| Unirea Dej            | 0 - 2     | Universitatea Cluj    |
| Minerul Comănești     | 1 - 6     | Sport Club Bacău      |
| Fulgerul Dorohoi      | 0 - 1     | CFR Timișoara         |
| Chimia Făgăraș        | 2 - 1     | CFR Cluj              |
| Corvinul Hunedoara    | 0 - 2     | Steaua Bucarest       |
| IMU Medgidia          | 0 - 1     | Farul Constanța       |
| Crișul Oradea         | 5 - 1     | Politehnica Iași      |
| Steagul Roșu Plenița  | 0 - 4     | UTA Arad              |
| Oltul Sfântu-Gheorghe | 0 - 1     | Petrolul Ploiești     |
| CSM Sibiu             | 0 - 4     | Progresul București   |
| Politehnica Timișoara | 3 - 0     | Steagul Roșu Brașov   |
| Aurora Urziceni       | 0 - 2     | Dinamo Bucarest       |
| Progresul Brăila      | 2 - 1     | Jiul Petroșani        |

## Ottavi di finale
Gli incontri si sono disputati il 24 marzo 1971.
| Squadra 1             | Risultato | Squadra 2           |
| --------------------- | --------- | ------------------- |
| Dinamo Bucarest       | 1 - 0     | Chimia Făgăraș      |
| Politehnica Timișoara | 3 - 0     | Progresul București |
| UTA Arad              | 0 - 2     | Universitatea Cluj  |
| Metalul București     | 0 - 0     | Petrolul Ploiești   |
| Progresul Brăila      | 0 - 0     | Sport Club Bacău    |
| Crișul Oradea         | 0 - 0     | Farul Constanța     |
| Steaua Bucarest       | 1 - 1 dts | FC Argeș Pitești    |
| CFR Timișoara         | 0 - 0     | Rapid Bucarest      |

## Quarti di finale
Gli incontri di andata si disputarono il 28 aprile quelli di ritorno il 2 giugno 1971.
| Squadra 1             | Totale | Squadra 2          | Andata | Ritorno |
| --------------------- | ------ | ------------------ | ------ | ------- |
| Dinamo Bucarest       | 4 - 1  | Progresul Brăila   | 4 - 1  | 0 - 0   |
| Metalul București     | 4 - 0  | CFR Timișoara      | 4 - 0  | 0 - 0   |
| Steaua Bucarest       | 6 - 0  | Crișul Oradea      | 5 - 0  | 1 - 0   |
| Politehnica Timișoara | 2 - 3  | Universitatea Cluj | 1 - 3  | 1 - 0   |

## Semifinali
Gli incontri di andata si disputarono il 16 quelli di ritorno il 23 giugno 1971.
| Squadra 1          | Totale | Squadra 2       | Andata | Ritorno |
| ------------------ | ------ | --------------- | ------ | ------- |
| Metalul București  | 2 - 5  | Dinamo Bucarest | 1 - 0  | 1 - 5   |
| Universitatea Cluj | 2 - 6  | Steaua Bucarest | 2 - 2  | 0 - 4   |

## Finale
La finale venne disputata il 4 luglio 1971 a Bucarest.
| Arbitro: | Kevork Ghemigean (Bucarest) |

|                             |           |                       |
| Gheorghe Tătaru 23’ 30’ 80’ | Marcatori | 2’ 58’ Mircea Lucescu |